# Schkuhria schkuhrioides
Schkuhria schkuhrioides es una planta de la familia de las asteráceas, nativa de México.

## Descripción
Es una planta anual, de tallos ramificados y erectos de hasta 1 m de alto. Las hojas, de hasta 7 cm de largo, son glabras o casi glabras, pinnadas o bipinnadas con segmentos lineares o filiformes. La inflorescencia es una panícula de capítulos pedunculados, de involucro campanulado, con 1-4 flores liguladas y 15-20 flores del disco, todas de color amarillo pálido. El fruto es una cipsela de unos 4 mm de largo, con un vilano de 8 escamas obovadas. Florece en la segunda mitad del año.

## Distribución y hábitat
Es una planta endémica del centro de México. Se distribuye por el Bajío y el oeste del Eje Neovolcánico, principalmente cerca de cuerpos de agua (presas, canales, lugares encharcados) y en campos de cultivo, en ecosistema de mezquital y selva baja caducifolia.

## Taxonomía
Schkuhria schkuhrioides fue descrita en 1912 por Albert Thellung, sobre un basónimo de Heinrich Friedrich Link y Christoph Friedrich Otto, en Repertorium Specierum Novarum Regni Vegetabilis 11: 308.

### Etimología
Schkuhria: nombre genérico dado en honor al botánico alemán Christian Schkuhr (1741-1811).
schkuhrioides: epíteto específico construido sobre Schkuhria y la terminación -oides ('similar a'). Originalmente, Link y Otto colocaron esta especie en el género Achyropappus y emplearon este epíteto para dar fe de su parecido con las especies del género Schkuhria.

### Sinonimia
- Achyropappus schkuhrioides Link & Otto
- Bahia schkuhrioides (Link & Otto) A.Gray
- Schkuhria senecioides Trevir.
- Tetracarpum schkuhrioides (Link & Otto) Rydb.[6]

## Nombre común
Anisillo, escobilla, manzanilla, entre otros.